# Roskilde Festival 1975
Roskilde Festivalen blev i 1975 afholdt fra den 27. juni til den 29. juni. 

## Alrune Rods sidste koncert
Alrune Rod havde hver år siden begyndelse spillet på Roskilde festivalen. Da gruppen allerede i marts 1975 opløses, var alle derfor indforståede med at deres koncert på festivalen ville blive den sidste. 

## Musikgrupper
- Alrune Rod (DK)
- Balkan trioen (DK)
- Barbarella (DK)
- Buki Yamaz (DK)
- Capotastro (DK)
- Peter Craigh (UK)
- Povl Dissing (DK)
- Djurslandspillemændene (DK)
- Fessors Big City Band (DK)
- Focus (NL)
- Fujara (DK)
- Gnags (DK)
- Haster Show Band (DK)
- Hoola Bandoola Band (S)
- HotLips (DK)
- Hvalsøspillemændene (DK)
- Jan Monrad, Mik & Tømrerclaus
- Kansas City Stompers (DK)
- Kebnekaise (S)
- Klosterband (DK)
- Kraan (D)
- Loudon Wainwright (US)
- Main Act (DK)
- McEwans Export (DK)
- Mickey Baker/Nighthawk
- MO-i-rana (DK)
- Opus (DK)
- Palles Nosser (DK)
- Procol Harum (UK)
- Program 3 (DK)
- Ramasjang (DK)
- Rattlers (DK)
- Ravi Shankar (IND)
- Rosita Thomasætta Cameron (DK/US)
- Secret Oyster (DK)
- Side Show (US/DK)
- The Swinging Blue Jeans (UK)
- Troldmandens lærling (DK)
- Turf (DK)
- Wall (DK)
- Mick Whellans (UK)
- Zeal Dada (DK)